# Aspergillus latus
Aspergillus latus es una especie de hongo del género Aspergillus y de la sección de Nidulantes. La especie se describió por primera vez en 2016 después de haber sido aislado del suelo en Brasil, del Geranium nepalense en Japón, de frutos en Sudáfrica, de cereales en Kenia y del suelo en Groenlandia.
A pesar de ser un hongo que comúnmente afecta a plantas o a la propia tierra, según ciertos estudios la inhalación de sus esporas por parte de personas con el sistema inmune debilitado y/o enfermedades pulmonares subyacentes puede resultar en aspergilosis Se trata de una infección fúngica que afecta al sistema respiratorio y según recientes estudios científicos de Goldman, Lind, Rokas, Steenwyk y Vanderbilt parece que algunos de los pacientes más graves del COVID-19 (en Europa, Asia y EE.UU.) han presentado esta ulterior complicación junto con la del Coronavirus.

## Crecimiento y morfología
A Latus se ha cultivado tanto en placas de agar de extracto de levadura de Czapek (CYA) como en placas de agar de extracto de malta Oxoid® (MEAOX). La morfología de crecimiento de las colonias se puede ver en las fotos de abajo.

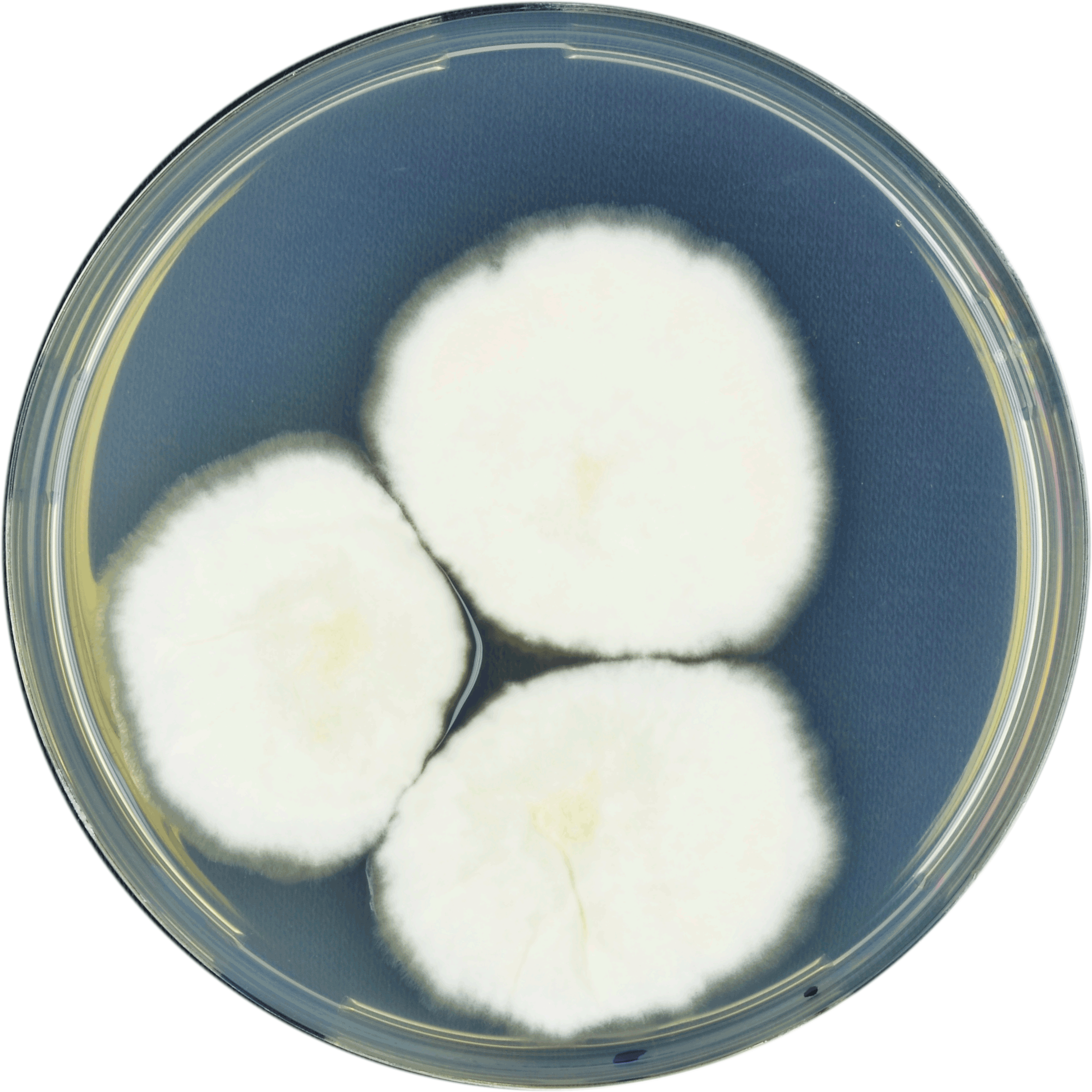
Aspergillus latus creciendo en la placa CYA
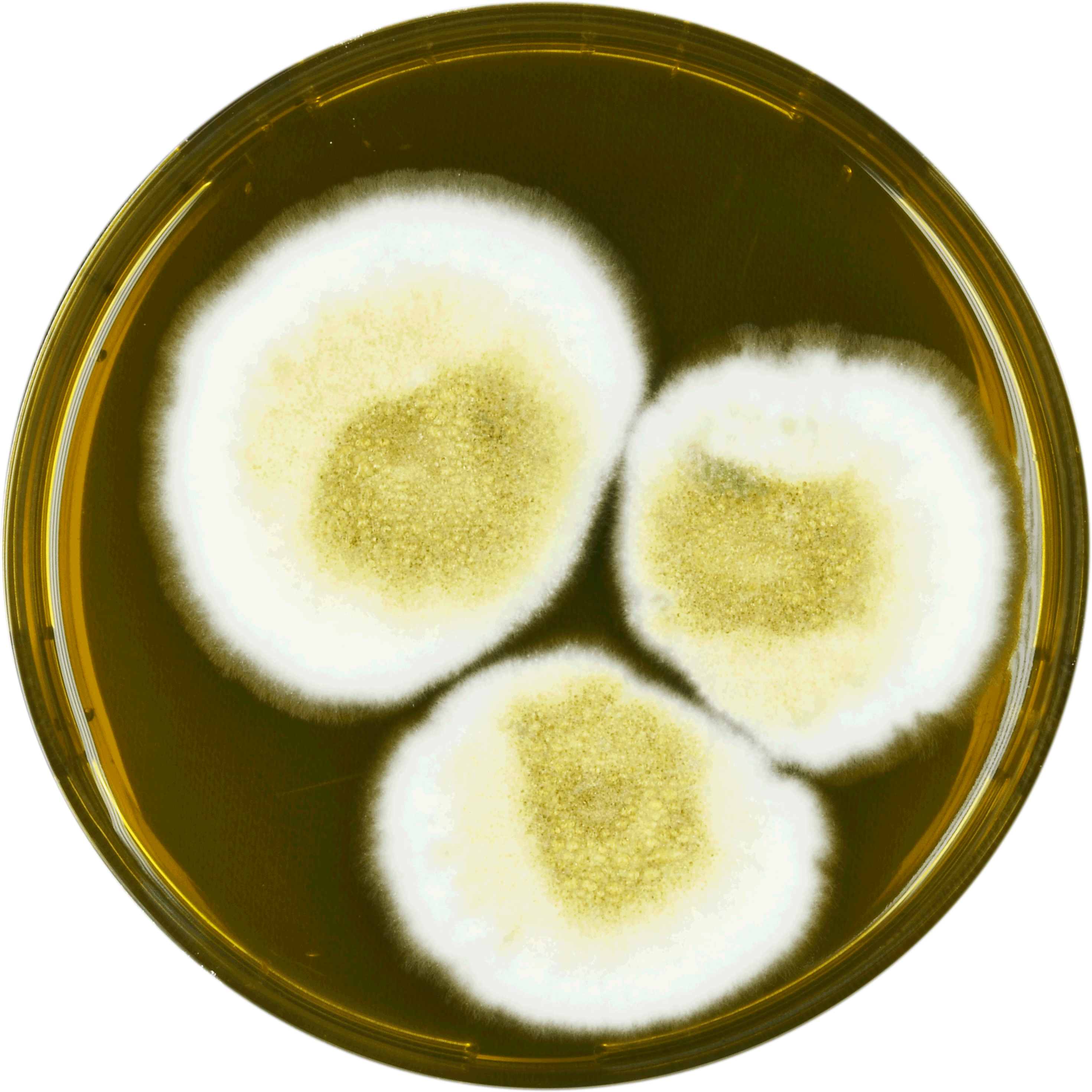
Aspergillus latus creciendo en la placa MEAOX